# Comuna Suseni, Mureș
Suseni (în maghiară: Marosfelfalu, în germană: Pränzdorf sau Oberdorf) este o comună în județul Mureș, Transilvania, România, formată din satele Luieriu și Suseni (reședința).

## Demografie
Componența etnică a comunei Suseni
     Români (63,09%)
     Maghiari (23,17%)
     Romi (10,48%)
     Alte etnii (0%)
     Necunoscută (3,27%)
Componența confesională a comunei Suseni
     Ortodocși (65,04%)
     Reformați (22,06%)
     Adventiști (4,16%)
     Penticostali (1,32%)
     Romano-catolici (1,19%)
     Baptiști (1,1%)
     Alte religii (1,57%)
     Necunoscută (3,56%)
Conform recensământului efectuat în 2021, populația comunei Suseni se ridică la 2.357 de locuitori, în creștere față de recensământul anterior din 2011, când fuseseră înregistrați 2.253 de locuitori. Majoritatea locuitorilor sunt români (63,09%), cu minorități de maghiari (23,17%) și romi (10,48%), iar pentru 3,27% nu se cunoaște apartenența etnică. Din punct de vedere confesional, majoritatea locuitorilor sunt ortodocși (65,04%), cu minorități de reformați (22,06%), adventiști (4,16%), penticostali (1,32%), romano-catolici (1,19%) și baptiști (1,1%), iar pentru 3,56% nu se cunoaște apartenența confesională.

## Politică și administrație
Comuna Suseni este administrată de un primar și un consiliu local compus din 11 consilieri. Primarul, Mihai Morar[*], de la Partidul Social Democrat, este în funcție din 1 noiembrie 2024. Începând cu alegerile locale din 2024, consiliul local are următoarea componență pe partide politice:
|  | Partid                                 | Consilieri | Componența Consiliului | Componența Consiliului | Componența Consiliului | Componența Consiliului |
|  | -------------------------------------- | ---------- | ---------------------- | ---------------------- | ---------------------- | ---------------------- |
|  | Partidul Național Liberal              | 4          |                        |                        |                        |                        |
|  | Partidul Social Democrat               | 3          |                        |                        |                        |                        |
|  | Uniunea Democrată Maghiară din România | 2          |                        |                        |                        |                        |
|  | Alianța pentru Unirea Românilor        | 1          |                        |                        |                        |                        |
|  | Alianța Maghiară din Transilvania      | 1          |                        |                        |                        |                        |

## Monumente

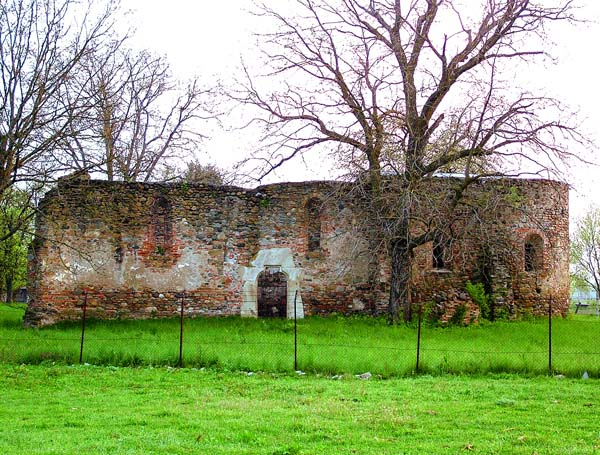
Ruinele bisericii medievale din satul Suseni, construcție secolul al XIII-lea

- Ruinele bisericii medievale din satul Suseni
- Muzeul satului din Luieriu